# Disneymania 2
DisneyMania 2 to druga z serii płyt DisneyMania. Podobnie jak poprzednia płyta DisneyMania 2 również osiągnęła sukces i zdobyła tytuł złotej płyty w listopadzie 2005 roku.

## Lista utworów
1. Jump5 – „Welcome” (Mój brat niedźwiedź)
2. Raven-Symoné – „True To Your Heart” (Mulan)
3. Baha Men – „It's A Small World” (It's A Small World)
4. The Beu Sisters – „He’s A Tramp” (Zakochany kundel)
5. Stevie Brock – „Zip-A-Dee-Doo-Dah” (Song of the South)
6. Hilary Duff feat. Haylie Duff – „The Siamese Cat Song” (Zakochany kundel)
7. Gwazdy Disney Channel – „Circle Of Life” (Król lew)
8. LMNT – „A Whole New World” (Aladyn)
9. No Secrets – „Once Upon (Another) Dream” (Śpiąca królewna)
10. The Beu Sisters – „Anytime You Need A Friend” (Rogate ranczo)
11. Jesse McCartney – „The Second Star To The Right” (Piotruś Pan)
12. Ashley Gearing – „When You Wish Upon A Star” (Pinokio)
13. Daniel Bedingfield – „A Dream Is A Wish Your Heart makes” (Kopciuszek)
14. They Might Be Giants – „Baroque Hoedown” (Disney’s Electrical Parade)
15. Nikki Webster – „I Wanna Be Like You” (Księga dżungli) (Australijska bonusowa piosenka)

## Single
1. „Circle of Life” Gwiazdy Disney Channel
2. „Anytime You Need a Friend” The Beu Sisters
3. „Once Upon (Another) Dream” No Secrets

## Teledyski
1. „True to your heart” Raven-Symoné
2. „Circle of life” Gwiazdy Disney Channel
3. „Anytime you need a friend” The Beu Sisters
4. „Once upon (another) dream” No Secrets